# Aacanthocnema
Aacanthocnema là một chi bọ thuộc họ Triozidae. Chi này chứa các loài bản địa của Úc, và hiện chứa 6 loài, được tìm thấy ở tất cả các bang và vùng lãnh thổ ngoại trừ Lãnh thổ Bắc Úc.

## Loài
- Aacanthocnema burckhardti Taylor, 2011
- Aacanthocnema casuarinae (Froggatt, 1901)
- Aacanthocnema dobsoni (Froggatt, 1903)
- Aacanthocnema huegelianae Taylor, 2011
- Aacanthocnema luehmannii Taylor, 2011
- Aacanthocnema torulosae Taylor, 2011